# Patrick Cubaynes
Patrick Cubaynes (ur. 6 maja 1960 w Nîmes) – francuski piłkarz występujący na pozycji napastnika.

## Kariera klubowa
Cubaynes karierę rozpoczynał w 1978 roku w Olympique Avignon z Division 2. Na początku 1980 roku został graczem zespołu Nîmes Olympique, grającego w Division 1. W lidze tej zadebiutował 2 kwietnia 1980 w wygranym 2:0 meczu ze Stade Brest. 29 maja 1981 w zremisowanym 2:2 pojedynku ze Stade Lavallois strzelił pierwszego gola w Division 1. W sezonie 1980/1981 spadł z zespołem do Division 2, jednak w sezonie 1982/1983 awansował z nim z powrotem do Division 1. W Nîmes grał do końca sezonu 1984/1985.
W następnym sezonie Cubaynes występował w zespołach SC Bastia oraz RC Strasbourg, także grających w Division 1. W 1986 roku został graczem również pierwszoligowego Olympique Marsylia. W sezonie 1986/1987 wywalczył z nim wicemistrzostwo Francji. W 1987 roku przeniósł się do Montpellier HSC (Division 1), w którym grał przez dwa sezony. Potem występował w drugoligowym Olympique Avignon, a także w trzecioligowym Pau FC, gdzie w 1992 roku zakończył karierę.
W Division 1 rozegrał 152 spotkania i zdobył 39 bramek.

## Kariera reprezentacyjna
W reprezentacji Francji Cubaynes nie rozegrał żadnego spotkania.
W 1984 roku był członkiem reprezentacji, która zdobyła złoty medal na Letnich Igrzyskach Olimpijskich.